# Neutestamentliches Griechisch
Neutestamentliches Griechisch nennt man die auf der Koine basierende Variante der altgriechischen Sprache der verschiedenen Schriften des Neuen Testaments (entstanden 1. bis 2. Jahrhundert n. Chr.). Es ist umstritten, ob sich das neutestamentliche Griechisch von der Koine abgrenzen lässt.

## Entwicklung
Bei der Koine handelt es sich um die Entwicklungsstufe des Griechischen, die in hellenistischer Zeit zur Gemeinsprache geworden war und als lingua franca im östlichen Teil des Römischen Reiches fungierte. Das neutestamentliche Griechisch ist eine besondere Spielart der Koine. Die griechische Sprachstruktur und Begrifflichkeit (Semantik) erfuhr hier Einflüsse durch die Übernahme semitischer Erzählweisen und Assoziationskomplexe aus dem Judentum. Prägend war auch die Sprache der Septuaginta, die im Neuen Testament häufig zitiert wird. Vorhandene griechische Wörter bekamen dadurch als Wiedergaben hebräischer Ausdrücke einen veränderten Gehalt. Bedeutsame Beispiele sind:
- כבוד kabod – δόξα dóxa: „Herrlichkeit“
- ברית berit – διαθήκη diathéke: „Bund“
- צדקה zedaqah – δικαιοσύνη dikaiosýne: „Gerechtigkeit“

## Grammatik
Auch die Grammatik wurde durch diesen Übersetzungsvorgang beeinflusst, überdies ist ein Bemühen um Klarheit und Einfachheit erkennbar. Nebensatzkonstruktionen treten zugunsten von Hauptsatzreihungen zurück; Doppelungen wie „Er antwortete und sprach“ (ἀποκριθεὶς εἶπεν apokritheis eipen) geben typische hebräische bzw. semitische Erzählwendungen wieder.
Ebenso kommen – unabhängig vom Hebräischen – grammatikalische Ungenauigkeiten vor. So findet sich beispielsweise in Heb 11,35  statt des Reflexivpronomens das nichtreflexive Pronomen: „ἔλαβον γυναῖκες ἐξ ἀναστάσεως τοὺς νεκροὺς αὐτῶν.“ statt „ἑαυτῶν.“